# Маличек, Филипп
Филипп Маличек (нем. Philipp Malicsek; 3 июня 1997 года, Вена, Австрия) — австрийский футболист, играющий на позиции полузащитника. Ныне выступает за австрийский клуб «Форвертс».

## Карьера
Маличек является воспитанником австрийской команды «Адмира Ваккер Мёдлинг». С 2014 года играет за вторую команду клуба, предварительно подписав первый профессиональный контракт. 1 ноября 2014 года дебютировал в австрийской Бундеслиге в поединке против «Ред Булла», выйдя на замену на 81-й минуте вместо Томаса Эбнера. Всего в дебютном сезоне провёл девять матчей, восемь из них начинал в стартовом составе.
В сезоне 2015/2016 стал твёрдым игроком основного состава, выходил на поле в 18 встречах, забил два мяча. Первый профессиональный гол состоялся 2 апреля 2016 года в ворота «Маттерсбурга». Летом 2016 года Маличек подписал трёхлетний контракт с одним из ведущих австрийских клубом — венским «Рапидом». Сезон 2016/2017 начал в молодёжной команде.
Является игроком юношеских сборных Австрии различных возрастов. Принимал участие в чемпионате Европы 2016 года среди юношей до 19 лет. Провёл на турнире все три встречи, вместе с командой не смог выйти из группы.